# بسیج ملی
بسیج ملی متناوباً به نام روند سبز افغانستان یک حزب سیاسی در افغانستان است که توسط امرالله صالح رئیس سابق اطلاعات و معاون سابق رئیس‌جمهور، ایجاد شده‌است. بسیج ملی به عنوان یک جنبش مردمی در پی بازدید صالح از ولایت‌ها و شهرهای کوچک با اعتقادات سیاسی در حمایت از دموکراسی و مخالف طالبان ایجاد شد. در ماه مه ۲۰۱۱، بیش از ۱۰۰٬۰۰۰ نفر از پیروان صالح در یک حرکت ضد طالبان در تظاهراتی در پایتخت کابل شرکت کردند.